# LOT 폴란드 항공의 운항 노선
2019년 6월 기준으로 LOT 폴란드 항공은 다음과 같은 노선을 운항하고 있으며 자회사인 유로 LOT는 포함되지 않는다.

## 운항 노선

### 아시아

#### 동아시아
- 대한민국
  - 서울 - 인천국제공항
- 중화인민공화국
  - 베이징 - 베이징 수도 국제공항
  - 베이징 - 베이징 다싱 국제공항
- 일본
  - 도쿄 - 나리타 국제공항

#### 동남아시아
- 싱가포르
  - 싱가포르 - 싱가포르 창이 국제공항[2]
- 인도네시아
  - 덴파사르 - 응우라라이 국제공항 계절편
- 태국
  - 방콕 - 수완나품 국제공항 계절편

#### 남아시아
- 스리랑카
  - 콜롬보 - 반다라나이케 국제공항 계절편
- 인도
  - 델리 - 인디라 간디 국제공항

#### 서남아시아
- 레바논
  - 베이루트 - 베이루트 국제공항 계절편
- 이스라엘
  - 텔아비브 - 벤구리온 국제공항

#### 중앙아시아
- 아르메니아
  - 예레반 - 츠바르트노츠 국제공항
- 조지아
  - 트빌리시 - 트빌리시 국제공항
- 카자흐스탄
  - 아스타나 - 누르술탄 나자르바예프 국제공항

### 아프리카

#### 남아프리카
- 남아프리카 공화국
  - 더반 - 킹 샤카 국제공항 계졀편
- 탄자니아
  - 잔지바르 - 아베이드 아마니 카루메 국제공항 계졀편

#### 동아프리카
- 마다가스카르
  - 안타나나리보 - 이타보 국제공항 계졀편
- 모리셔스
  - 포트루이스 - 시우 사구르 랄룸랄경 국제공항 계졀편

#### 북아프리카
- 이집트
  - 샤름엘셰이크 - 샤름엘셰이크 국제공항 계졀편

### 유럽

#### 서유럽
- 영국
  - 런던
    - 런던 히드로 국제공항
    - 런던 시티 공항
- 프랑스
  - 파리 - 파리 샤를 드 골 공항
  - 니스 - 니스 코트다쥐르 국제공항
- 독일
  - 뒤셀도르프 - 뒤셀도르프 국제공항
  - 뮌헨 - 뮌헨 국제공항
  - 프랑크푸르트 - 프랑크푸르트암마인 공항
  - 하노버 - 하노버 공항
  - 함부르크 - 함부르크 공항
- 네덜란드
  - 암스테르담 - 암스테르담 스키폴 국제공항
- 룩셈부르크
  - 룩셈부르크 시티 - 룩셈부르크 핀델 국제공항
- 벨기에
  - 브뤼셀 - 브뤼셀 국제공항

#### 중유럽
- 스위스
  - 제네바 - 제네바 국제공항
  - 취리히 - 취리히 공항
- 오스트리아
  - 빈 - 비엔나 국제공항

#### 남유럽
- 그리스
  - 아테네 - 아테네 국제공항 계졀편
- 몬테네그로
  - 포드고리차 - 포드고리차 국제공항
- 세르비아
  - 베오그라드 - 베오그라드 니콜라 테슬라 국제공항
- 스페인
  - 마드리드 - 마드리드 바라하스 국제공항
  - 바르셀로나 - 바르셀로나 엘프라트 국제공항
- 이탈리아
  - 밀라노 - 밀라노 말펜사 국제공항
  - 베네치아 - 베네치아 마르코 폴로 국제공항
  - 튜린 - 튜린 공항
- 크로아티아
  - 자그레브 - 자그레브 국제공항
  - 두브로브니크 - 두브로브니크 공항 계졀편
  - 스플리트 - 스플리트 공항 계졀편
  - 자다르 - 자다르 공항 계졀편
  - 풀라 - 풀라 공항
- 키프로스
  - 라르나카 - 라르나카 국제공항
- 튀르키예
  - 이스탄불 - 이스탄불 아르나부코이 국제공항

#### 동유럽
- 라트비아
  - 리가 - 리가 국제공항
- 러시아
  - 모스크바
    - 도모데도보 국제공항
    - 세례메티예보 국제공항

  - 상트페테르부르크 - 풀코보 국제공항
  - 칼리닌그라드 - 흐라브로보 국제공항
- 루마니아
  - 부쿠레슈티 - 헨리 코안더 국제공항
  - 클루지나포카 - 클루지나포카 국제공항
- 리투아니아
  - 카우나스 - 카우나스 국제공항
  - 빌뉴스 - 빌뉴스 국제공항
  - 팔랑가 - 팔랑가 국제공항
- 북마케도니아
  - 스코페 - 스코페 국제공항
- 몰도바
  - 키시너우 - 키시너우 국제공항
- 벨라루스
  - 민스크 - 민스크 국제공항
- 불가리아
  - 소피아 - 소피아 국제공항
- 슬로바키아
  - 코시체 - 코시체 국제공항
- 슬로베니아
  - 류블라냐 - 류블라냐 국제공항
- 에스토니아
  - 탈린 - 탈린 공항 제 2 허브
- 우크라이나
  - 키예프 - 보리스필 국제공항
  - 키예프 - 줄라니 국제공항
  - 리비우 - 리비우 국제공항
  - 오데사 - 오데사 국제공항
  - 하르키우 - 하르키우 국제공항
  - 자포리지아 - 자포리지아 국제공항
- 체코
  - 프라하 - 프라하 바츨라프 하벨 국제공항
- 폴란드
  - 바르샤바 - 바르샤바 프레드릭 쇼팽 국제공항 허브
  - 그단스크 - 그단스크 국제공항 포커스 시티
  - 브로츠와프 - 브로츠와프 코페르니쿠스 공항
  - 슈체친 - 슈체친 골레니우프 솔리다르노시치 공항
  - 올슈틴 - 올슈틴 마주리 공항
  - 제슈프 - 제슈프 야시온카 공항 포커스 시티
  - 카토비체 - 카토비체 국제공항 포커스 시티
  - 크라쿠프 - 요한 바오로 2세 국제공항 포커스 시티
  - 포즈난 - 포즈난 아비카 공항 포커스 시티
- 헝가리
  - 부다페스트 - 부다페스트 리스트 페렌츠 국제공항 제 2 허브

#### 북유럽
- 덴마크
  - 코펜하겐 - 코펜하겐 공항
  - 빌룬드 - 빌룬드 공항
- 스웨덴
  - 스톡홀름 - 스톡홀름 알란다 공항

### 아메리카

#### 북아메리카
- 미국
  - 뉴욕 - 존 F. 케네디 국제공항
  - 뉴어크 - 뉴어크 리버티 국제공항
  - 로스앤젤레스 - 로스앤젤레스 국제공항
  - 마이애미 - 마이애미 국제공항
  - 샌프란시스코 - 샌프란시스코 국제공항 - (2020년 8월 5일 신규취항)
  - 시카고 - 오헤어 국제공항
- 캐나다
  - 토론토 - 토론토 피어슨 국제공항
- 멕시코
  - 캉쿤 - 캉쿤 국제공항 계졀편

#### 카리브해
- 도미니카 공화국
  - 라로마나 - 라로마나 국제공항 계졀편
- 쿠바
  - 산타클라라 - 산타클라라 국제공항 계졀편
  - 카요코코 - 카요코코 국제공항 계졀편
  - 바라데로 - 후안 괄베르토 고메스 공항 계졀편

## 단항 노선

### 아시아

#### 서남아시아
- 이란
  - 테헤란 - 테헤란 이맘 호메이니 국제공항

### 아프리카

#### 북아프리카
- 리비아
  - 트리폴리 - 트리폴리 국제공항
- 튀니지
  - 튀니스 - 튀니스 카르타고 국제공항

### 유럽

#### 서유럽
- 독일
  - 슈투트가르트 - 슈투트가르트 공항
- 아일랜드
  - 더블린 - 더블린 공항

#### 남유럽
- 그리스
  - 테살로니키 - 테살로니키 국제공항
- 이탈리아
  - 로마 - 레오나르도 다 빈치 국제공항
- 키프로스
  - 니코시아 - 니코시아 국제공항
- 튀르키예
  - 이스탄불 - 이스탄불 아타튀르크 국제공항

#### 북유럽
- 노르웨이
  - 오슬로 - 오슬로 포르네부 공항